# Ford CD2
Ford CD2 (U204) — автомобильная платформа для кроссоверов, совместно разработанная компаниями Mazda и Ford. Базовые модели на платформе CD2 — Mazda Tribute, Ford Escape и Mercury Mariner. Дизайн разработан на базе платформы Mazda GF, на которой также базировался автомобиль Mazda Capella 626.
CD2 является платформой для переднеприводных кроссоверов с функцией подключаемого полного привода. Модели Tribute и Escape выпускаются компаниями Mazda в Хофу и Ford в Клейкомо, Миссури. Mercury Mariner выпускался в Огайо до середины 2005 года, чтобы перейти на выпуск Ford Econoline. Впоследствии Mariner стал выпускаться на сборочном заводе в Канзас-Сити.
В 2008 году автомобили на платформе CD2 были модернизированы (дебют состоялся в начале 2007 года). Сокращение производственного цикла в 2007 году привело к тому, что компания Mazda остановила производство модели Tribute для североамериканского рынка. В 2009 году автомобили получили новые варианты трансмиссии, предназначенные для увеличения мощности и экономии топлива по сравнению с предыдущими моделями.

## Модельный ряд
- 2001—2011 Mazda Tribute
- 2001—2012 Ford Escape
- 2005—2011 Mercury Mariner
- 2004 Ford Bronco (концепт-кар)